# ۱۳۹۸ (خورشیدی)
سال ۱۳۹۸ خورشیدی، هزار و سیصد و نود و هشتمین سال گاه‌شماری هجری خورشیدی است. لحظه تحویل آن ساعت ۰۱:۲۸:۲۷ روز پنجشنبه ۱ فروردین ۱۳۹۸ خورشیدی به وقت ایران برابر با ۲۱ مارس ۲۰۱۹ میلادی (مطابق با ۱۴ رجب ۱۴۴۰ قمری قراردای) بود. این سال عادی و روز پنجشنبه ۲۹ اسفند آخرین روز آن بود.

## نام‌گذاری‌ها
- این سال در گاه‌شماری حیوانی سال خوک است.
- سال ۲۰۱۹ (۹۷–۹۸) به دلیل ۱۵۰ ساله شدن ایجاد جدول تناوبی، توسط سازمان ملل، سال جهانی جدول تناوبی عناصر شیمیایی (IYPT 2019) نامگذاری شد.[۳]
- این سال در ایران توسط سید علی خامنه ای «سال رونق تولید» نام‌گذاری شد.[۴]

## رویدادهای نجومی
- ۲۰ آبان - گذر عطارد، از ساعت ۱۶:۰۵ به وقت ایران به مدت ۵ و نیم ساعت.
- ۲۶ تیر - ماه‌گرفتگی جزیی
- ۵ دی - خورشیدگرفتگی حلقوی، در ایران بصورت جزیی دیده می‌شود.

## رویدادها

### فروردین
- ۱ فروردین - سیل ۱۳۹۸ شمال ایران
- ۵ فروردین - سیل ۱۳۹۸ شیراز
- ۵ فروردین - سیل ۱۳۹۸ خرم آباد
- برگزاری مسابقات مقدماتی جام ملت‌های اروپا ۲۰۲۰
- برگزاری مسابقات مقدماتی فوتبال المپیک ۲۰۲۰
- ۱۱ فروردین - تظاهرات ۲۰۱۹ هنگ کنگ
- ۱۹ فروردین - قرار گرفتن سپاه پاسداران در فهرست گروه‌های تروریستی از سوی دولت آمریکا
- ۱۹ فروردین - دولت ایران در اقدامی متقابل ستاد فرماندهی مرکزی ایالات متحده موسوم به سنتکام را در فهرست گروه‌های تروریستی خود قرار داد.

### اردیبهشت
- ۲۲ اردیبهشت - حمله به کشتیهای امارات در بندر فجیره

### خرداد
- برگزاری کوپا آمریکا ۲۰۱۹ به میزبانی برزیل که با قهرمانی این کشور و نایب قهرمانی پرو پایان یافت.[۵]
- ۱۷ خرداد - جام جهانی فوتبال زنان ۲۰۱۹ به میزبانی فرانسه برگزار شد که با قهرمانی ایالات متحده آمریکا و نایب قهرمانی هلند به پایان رسید.[۶]
- ۳۰ خرداد - سرنگونی پهباد آمریکایی توسط ایران

### تیر
- ۱ تیر - جام ملت‌های آفریقا ۲۰۱۹ که به میزبانی کشور مصر برگزار شد و الجزایر قهرمان و سنگال نایب قهرمان شدند.[۷][۸]

### شهریور
۲۳ شهریور - حمله پهبادی به تأسیسات نفتی آرامکو در عربستان توسط جنبش انصارالله یمن

### مهر
- پرونده آلودگی به ایدز در لردگان[۹][۱۰]
- ۶ مهر - انتخابات ریاست‌جمهوری افغانستان
- ۱۷ مهر - حمله نظامی ترکیه به شمال سوریه
- ۲۲ مهر - اعتراضات شیلی (۲۰۱۹)
- ۲۲ مهر - دستگیری روح‌الله زم در عراق
- ۲۵ مهر - اعتراضات لبنان ۲۰۱۹
- ۲۹ مهر - هک شدن وبگاه فدراسیون فوتبال بحرین توسط هکرهای ایرانی[۱۱]
- ۲۹ مهر - اعتراضات بولیوی (۲۰۱۹)

### آبان
- ۱ آبان - شرکت گوگل روز چهارشنبه ۲۳ اکتبر به‌طور رسمی اعلام کرد به برتری کوانتومی دست یافته‌است. محققان این شرکت در مقاله‌ای در نشریه علمی نیچر گفته‌اند با دستیابی به فناوری جدید، انجام محاسبه‌ای که با پیشرفته‌ترین کامپیوتر حال حاضر جهان موسوم به «سامیت» ۱۰ هزار سال طول می‌کشد در ۳ دقیقه و ۲۰ ثانیه امکان‌پذیر شده‌است.[۱۲]
- ۱۷ آبان - زمین‌لرزه در آذربایجان شرقی که دست کم منجر به مرگ ۷ نفر شده‌است.
- ۱۸ آبان - قهرمانی تیم ملی فوتبال ساحلی ایران در جام بین قاره ای فوتبال ساحلی ۲۰۱۹
- ۲۴ آبان - اعتراضات سراسری آبان ۱۳۹۸ ایران
- ۲۵ آبان - قطعی سراسری اینترنت در ایران بیش از یک هفته

### دی
- ۳ دی - دستگیری خانواده پویا بختیاری
- ۵ دی - تجمع مردم در بهشت سکینه برای چهلم درگذشتگان اعتراضات سراسری آبان‌ماه
- ۱۰ دی - حمله به سفارت آمریکا در بغداد
- ۱۱ دی - اجرای مراسم حکم قصاص آرمان عبدالعالی عامل جنایت قتل غزاله شکور و توقف اجرای حکم در پی مهلت دادن اولیای دم  [۱۳]
- ۱۳ دی - حمله هوایی دولت آمریکا به فرودگاه بغداد و کشته شدن قاسم سلیمانی، فرمانده سابق نیروی قدس سپاه پاسداران.
- ۱۵-۱۷ دی - تشییع جنازه قاسم سلیمانی در اهواز، مشهد، تهران، در نهایت کرمان و جان باختن ۶۰ نفر بر اثر ازدحام جمعیت
- ۱۸ دی
  - حمله نیروی هوافضای سپاه پاسداران به پایگاه آمریکایی عین الاسد در عراق برای انتقام‌گیری از کشتن قاسم سلیمانی.
  - شلیک پدافند هوایی سپاه پاسداران به پرواز شماره ۷۵۲ هواپیمایی بین‌المللی اوکراین در مسیر تهران - کیف و ساقط شدن آن در نزدیکی فرودگاه امام خمینی و کشته شدن همه ۱۷۶ نفر سرنشین آن.
- ۱۹ دی - سیل‌های دی‌ماه ۱۳۹۸ ایران
- ۲۱ دی - اعتراضات دی ۱۳۹۸ ایران

### بهمن
- ۲۰ بهمن - برف و بوران ۱۳۹۸ گیلان
- ۳۰ بهمن - آغاز شیوع کروناویروس در ایران

### اسفند
- ۲ اسفند - انتخابات یازدهمین دوره مجلس شورای اسلامی با پیروزی اصولگرایان و انتخاب شدن محمدباقر قالیباف به عنوان ریاست مجلس.[۱۴]
- ۲۶ اسفند - هجوم برای باز کردن در ورودی حرم فاطمه معصومه و امام رضا (۱۳۹۸) بدنبال تعطیلی حرمین مذکور برای جلوگیری از شیوع بیشتر کروناویروس

## درگذشتگان

### فروردین

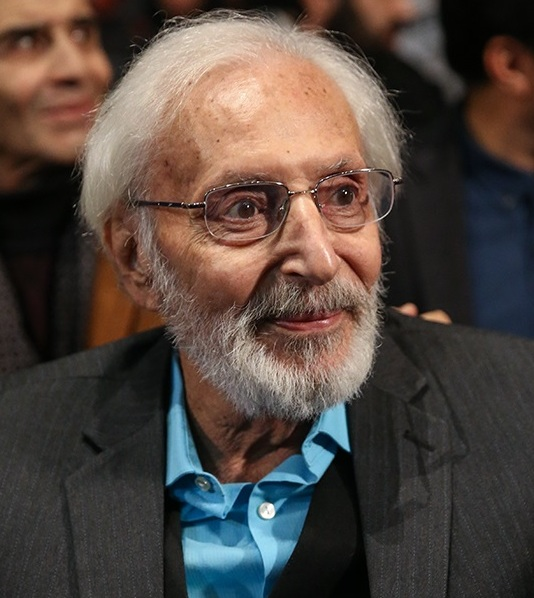
جمشید مشایخی
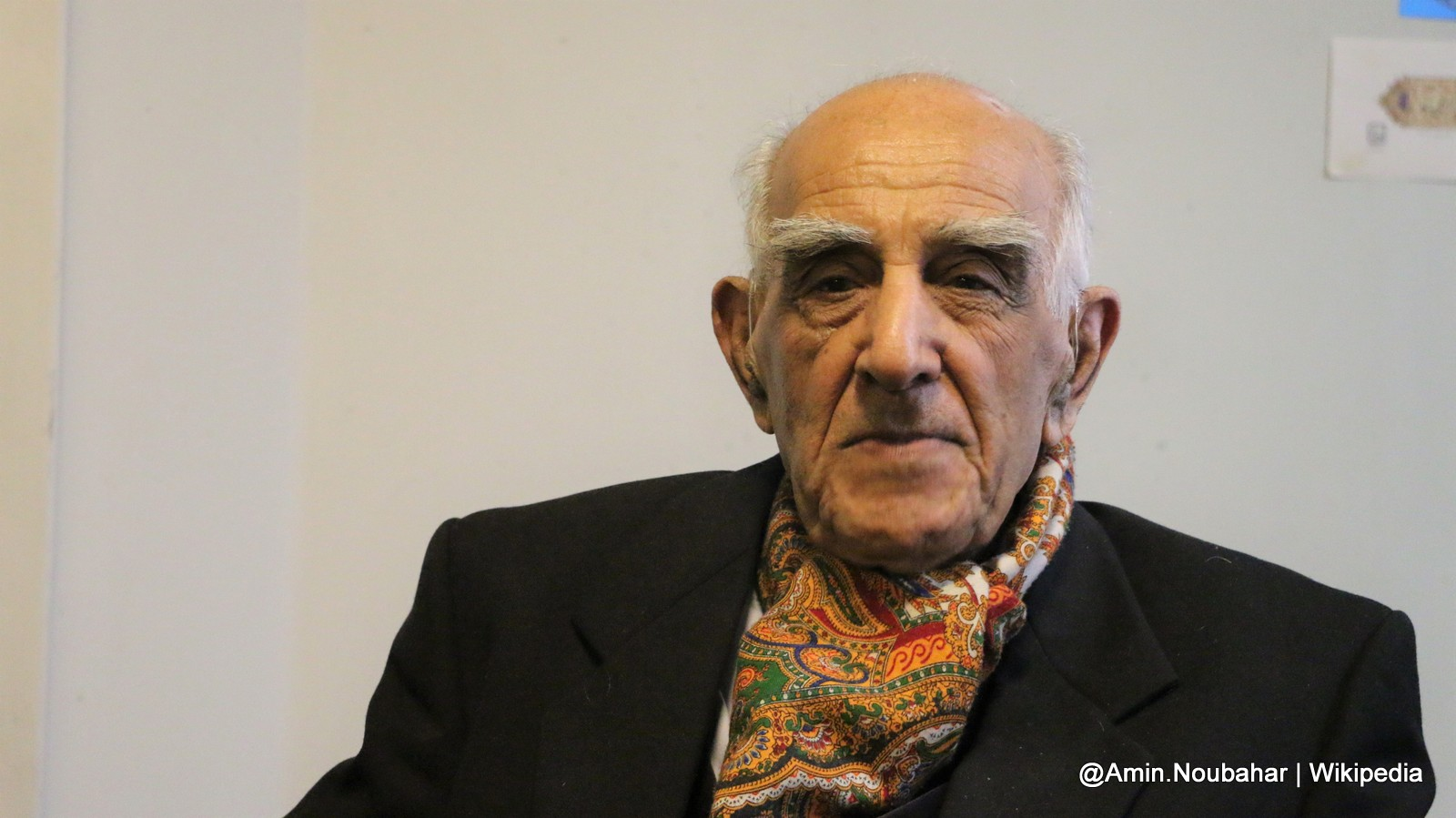
احمد اقتداری

- ۳ فروردین - سهیل پرسته، کشتی‌گیر آزادکار (زاده ۱۳۷۷)
- ۴ فروردین - بهروز رهبر، دوچرخه‌سوار (زاده ۱۳۲۴)
- ۶ فروردین - عبدالله حاجیانی، سیاستمدار (زاده ۱۳۳۴)
- ۱۱ فروردین - منصور یاوری، سیاستمدار (زاده ۱۳۳۰)
- ۱۳ فروردین - جمشید مشایخی، بازیگر پیشکسوت سینما، تئاتر و تلویزیون ایران (زاده ۱۳۱۳)[۱۵]
- ۱۴ فروردین - محمد ابراهیم رنجبر امیری، قدیمی‌ترین روزنامه فروش ایران و جهان (زاده ۱۳۰۷)
- ۱۹ فروردین - امیر صادقیان، بازیگر دهه ۷۰ سینما (زاده ۱۳۴۷)[۱۶]
- ۲۷ فروردین - احمد اقتداری، پدر مطالعات خلیج فارس، وکیل، مورخ و نویسنده (زاده ۱۳۰۴)
- ۳۱ فروردین - منیر فرمانفرمائیان، نقاش و جمع‌آور هنر مردمی (زاده ۱۳۰۱)

### اردیبهشت

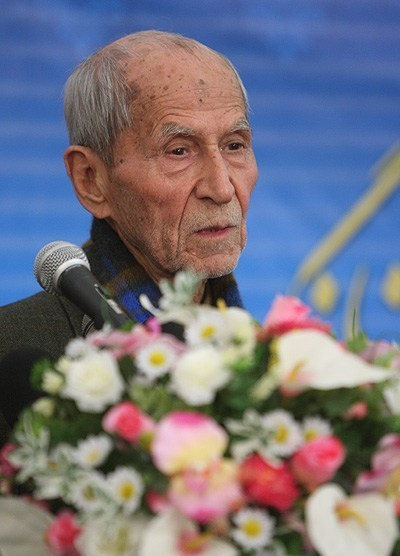
محسن جهانگیری
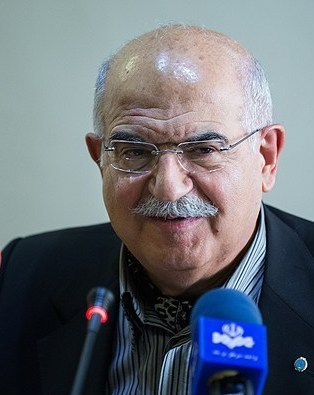
بهمن کشاورز
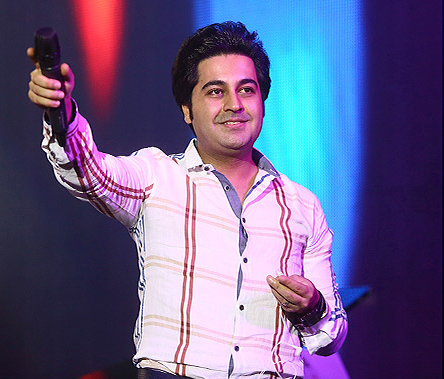
بهنام صفوی

- ۱ اردیبهشت - محسن جهانگیری، فیلسوف (زاده ۱۳۰۸)
- ۲ اردیبهشت - بیژن صفاری، معمار (زاده ۱۳۱۲)
- ۳ اردیبهشت - بهمن کشاورز، حقوقدان (زاده ۱۳۲۳)
- ۶ اردیبهشت - ناصر فربد، [۱۷] سرلشکر نیروی زمینی ارتش ایران و رییس ستاد مشترک ارتش از ۶ فروردین ۱۳۵۸ تا ۳۰ تیر ۱۳۵۸ بود.
- ۶ اردیبهشت - سعید نورالهی، بازیگر قدیمی سینما و تلویزیون (زاده ۱۳۳۰)
- ۱۴ اردیبهشت - اسکندر حجتی (ملقب به حُجی‌جون)، بازیگر معروف سینما و تئاترهای موزیکال و شخصیت تلویزیونی (زاده نامعلوم)
- ۲۳ اردیبهشت - بهنام صفوی، خواننده معروف پاپ (زاده ۱۳۶۲)
- ۲۳ اردیبهشت - حسین موفق، خواننده (زاده ۱۳۲۰)
- ۲۵ اردیبهشت - علی زندی، بازیگر (زاده ۱۳۰۲)
- ۲۵ اردیبهشت - عبدالرحمان عمادی، نویسنده و پژوهشگر (زاده ۱۳۰۴)

### خرداد

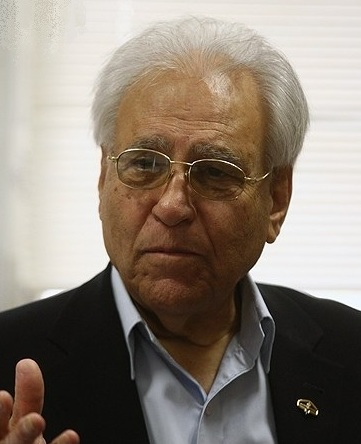
محمدرضا حافظی
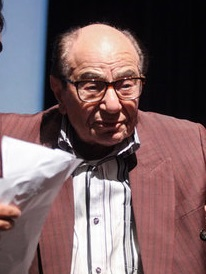
پرویز بهرام

- ۴ خرداد - تورج لارودی، پیشکسوت رسانه و کارشناس کشتی (زاده ۱۳۳۳)
- ۶ خرداد - پرویز بهرام، صداپیشه، دوبلور و بازیگر تئاتر (زاده ۱۳۱۲)
- ۷ خرداد
  - مسعود دشتبان، گرافیست و نقاش (زاده ۱۳۲۶)
  - میترا استاد، همسر دوم محمدعلی نجفی شهردار تهران (زاده ۱۳۶۳)
  - محمد خرسند، امام جمعه کازرون {قتل} (زاده ۱۳۴۶)
- ۱۲ خرداد - مرتضی کلانتریان، قاضی، وکیل و مترجم (زاده ۱۳۱۱)
- ۱۴ خرداد - غلامرضا جنت خواه دوست، مستندساز و کارگردان پیشکسوت سینما (زاده ۱۳۲۵)
- ۱۶ خرداد - نوید محمدی، کاراته‌کار (زاده ۱۳۸۰)
- ۱۹ خرداد - نجم الدین فارابی، دونده (زاده ۱۳۱۲)
- ۲۰ خرداد - قربان‌علی محقق کابلی، مرجع تقلید شیعه (زاده ۱۳۰۷)
- ۲۰ خرداد - حسین صفاریان، بازیگر (زاده ۱۳۲۰)
- ۲۰ خرداد - علیرضا شیرمحمدعلی، زندانی سیاسی {قتل در زندان} (زاده ۱۳۷۷)
- ۲۱ خرداد - محمدرضا حافظی، رئیس انجمن خیرین مدرسه‌ساز ایران (زاده ۱۳۳۵)
- ۲۴ خرداد - ساناز کریمی، آهنگساز (زاده ۱۳۶۱)
- ۲۷ خرداد - محمد مرسی، رئیس‌جمهور پیشین مصر و از اعضای سابق اخوان المسلمین (زاده ۱۹۵۱)
- ۳۰ خرداد - فیروز گوران، روزنامه‌نگار (زاده ۱۳۲۰)

### تیر

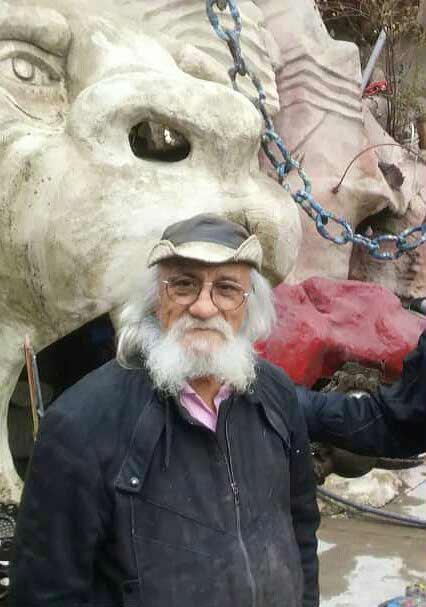
ناصر هوشمند وزیری

- ۳ تیر
  - اسحاق انور، شاعر و خواننده (زاده ۱۳۵۱)
  - راضیه شیرمحمدی، ورزشکار تیرانداز با کمان (زاده ۱۳۵۶)
- ۴ تیر - علینقی عالیخانی، اقتصاددان و وزیر اقتصاد در دولت‌های اسدالله علم و امیرعباس هویدا (زاده ۱۳۰۷)
- ۵ تیر - مرتضی صفاری نطنزی، سیاستمدار (زاده ۱۳۳۵)
- ۶ تیر - ناصر هوشمند وزیری، مجسمه‌ساز (زاده ۱۳۲۵)
- ۱۶ تیر - سید محمد حسینی شاهرودی، مرجع تقلید شیعه (زاده ۱۳۰۴)
- ۱۹ تیر - مهین عظیما، نقاش (زاده ۱۳۰۸)
- ۲۵ تیر - طاهر یارویسی، نوازنده تنبور (زاده ۱۳۱۹)
- ۲۷ تیر
  - خسرو جعفرزاده، موسیقیدان، معمار و نویسنده (زاده ۱۳۲۰)
  - سید علیرضا حائری، روحانی و عضو جامعه مدرسین حوزه علمیه قم (زاده ۱۳۳۰)
- ۲۸ تیر - رامین پاشایی فام، اقتصاددان و مدیرعامل بانک کارآفرین (زاده ۱۳۴۴)
- ۲۹ تیر - زبیده جهانگیری، با نام هنری شبنم، شاعر، نویسنده و بازیگر (زاده ۱۳۲۰)
- ۳۱ تیر - مهدیه پازوکی، مجسمه‌ساز، طراح و نقاش (زاده ۱۳۵۸)[۱۸]

### مرداد

غلامعلی بسکی
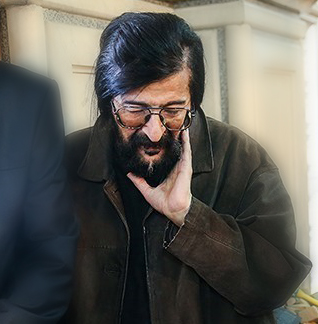
حسین آهی

- ۷ مرداد - اصغر قندچی، پدر صنعت کامیون‌سازی ایران (زاده ۱۳۰۷)
- ۷ مرداد - حسین آهی، شاعر، مجری و پژوهشگر (زاده ۱۳۳۲)
- ۱۰ مرداد - رضوان زادهوش، خواننده (زاده ۱۳۱۳)
- ۱۱ مرداد - شیرین فامیلی، خبرنگار (زاده نامعلوم)
- ۱۶ مرداد - سید کمال طباطبایی، تهیه‌کننده سینما و تلویزیون (زاده ۱۳۴۰)
- ۱۷ مرداد - ابوالقاسم سبطی، مترجم داستان‌های کودک و نوجوان از زبان فرانسوی (زاده ۱۳۱۵)
- ۱۸ مرداد - رضا عقیلی، فیلمنامه‌نویس و بازیگر (زاده نامعلوم)
- ۲۳ مرداد - غلامعلی بسکی، پزشک و هوادار محیط زیست (زاده ۱۳۱۰)
- ۳۱ مرداد - ناصر احمدی، دوبلور و گوینده رادیو (زاده ۱۳۲۴)

### شهریور

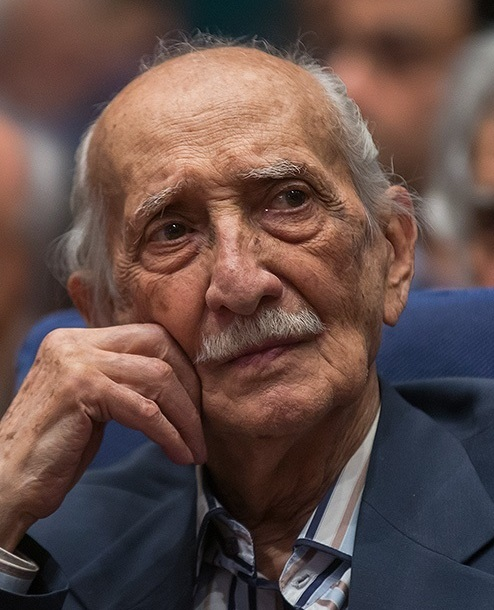
داریوش اسدزاده
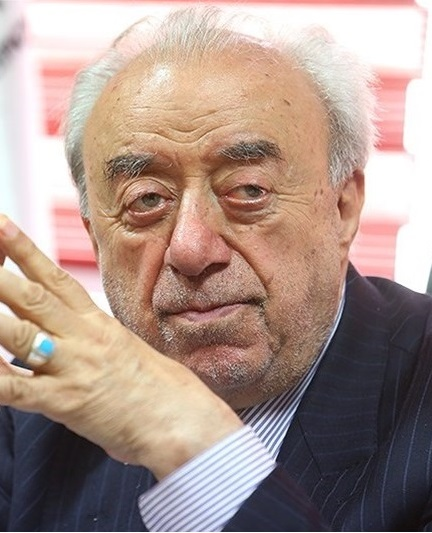
اسدالله عسگراولادی

- ۳ شهریور - داریوش اسدزاده، بازیگر و پیشکسوت هنر و تئاتر (زاده ۱۳۰۲)
- ۱۳ شهریور - مهدی علیمحمدی، دوبلور (زاده ۱۳۰۳)
- ۱۴ شهریور - آی‌محمد یوسفی، خواننده محلی (زاده ۱۳۰۲)
- ۱۵ شهریور - مانوک خدابخشیان، مفسرسیاسی و ورزشی (زاده ۱۳۲۴)
- ۱۸ شهریور - سحر خدایاری، معروف به دختر آبی (زاده ۱۳۶۹)
- ۲۰ شهریور - کمال مشحون، رئیس فدراسیون بسکتبال ایران و برادر محمود مشحون (زاده ۱۳۰۸)
- ۲۲ شهریور - اسدالله عسگراولادی، بازرگان و برادر حبیب‌الله عسگراولادی (زاده ۱۳۱۲)
- ۲۵ شهریور - مسعود عربشاهی، نقاش و مجسمه‌ساز ایرانی (زاده ۱۳۱۴)
- ۲۵ شهریور - پرویز خائفی، شاعر (زاده ۱۳۱۵)
- ۳۰ شهریور - حمید سهیلی، پژوهشگر، نویسنده، تهیه‌کننده و کارگردان ایرانی (زاده ۱۳۲۷)

### مهر

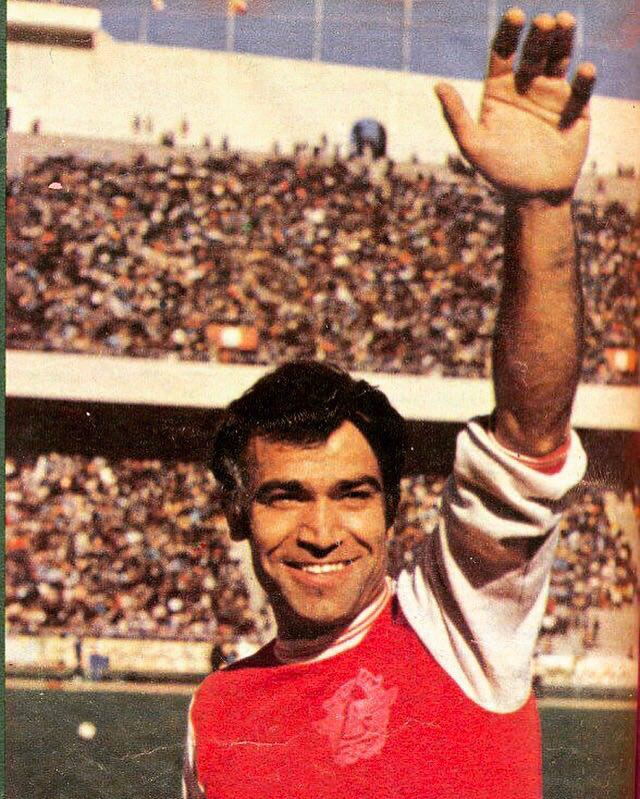
جعفر کاشانی
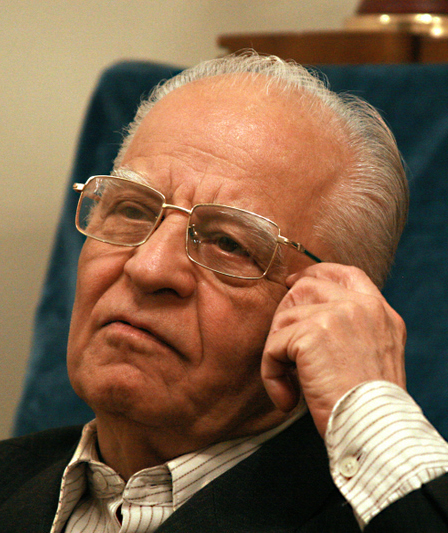
حسین دهلوی

- ۱ مهر - فرهنگ فرهی، روزنامه‌نگار و برنامه ساز رادیو و تلویزیون ایرانی (زاده ۱۳۱۲)
- ۱۰ مهر - جعفر کاشانی، فوتبالیست (زاده ۱۳۲۲)
- ۲۳ مهر - حسین دهلوی، موسیقی‌دان، آهنگساز و رهبر ارکستر (زاده ۱۳۰۶)
- ۲۶ مهر - محمد احمدیان، معاون سازمان انرژی اتمی (زاده ۱۳۳۵)
- ۳۰ مهر - عارفه سنایی دختر مهدی سنایی سفیر ایران در روسیه (زاده ۱۳۶۹)[۱۹]

### آبان

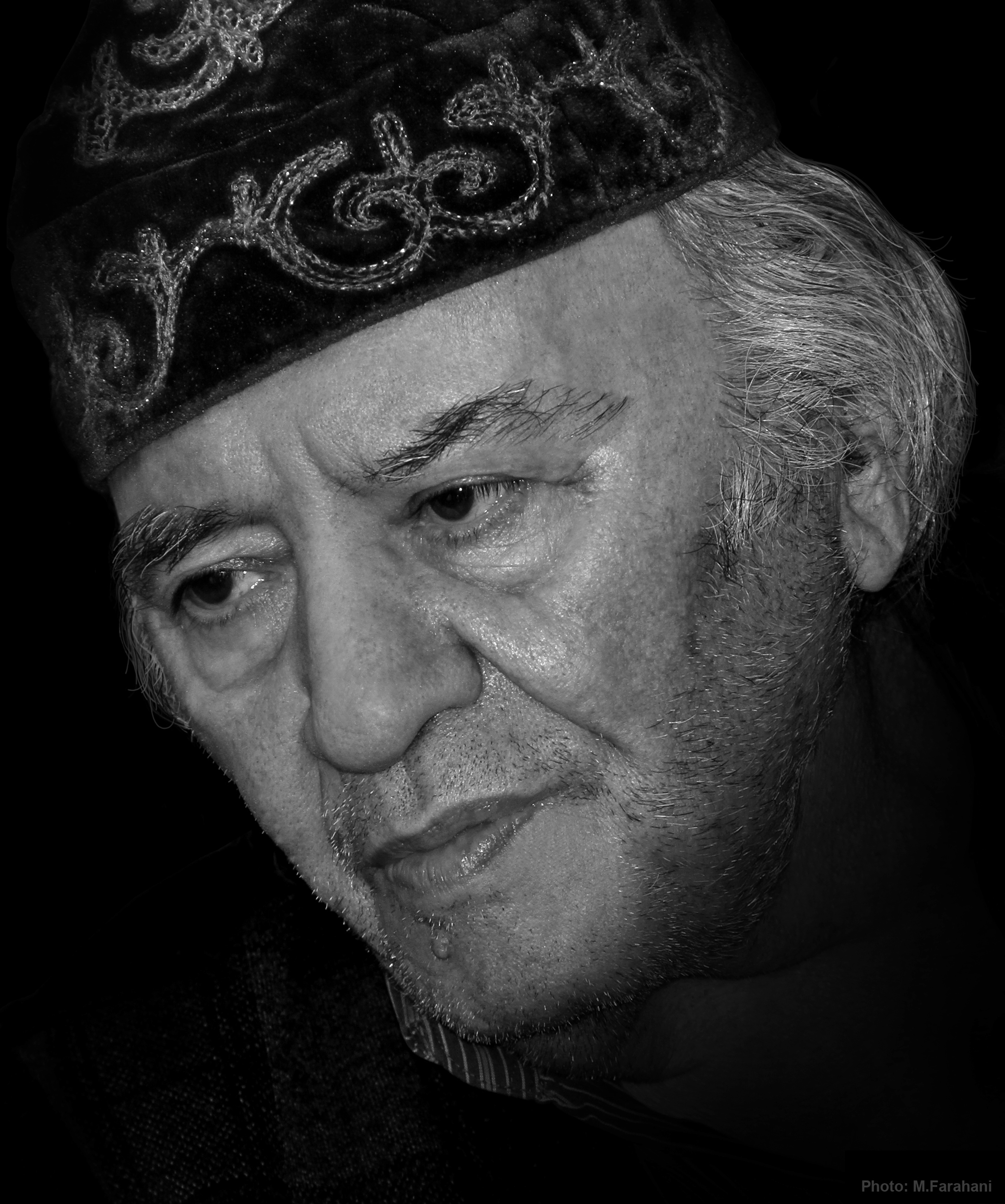
مظاهر مصفا
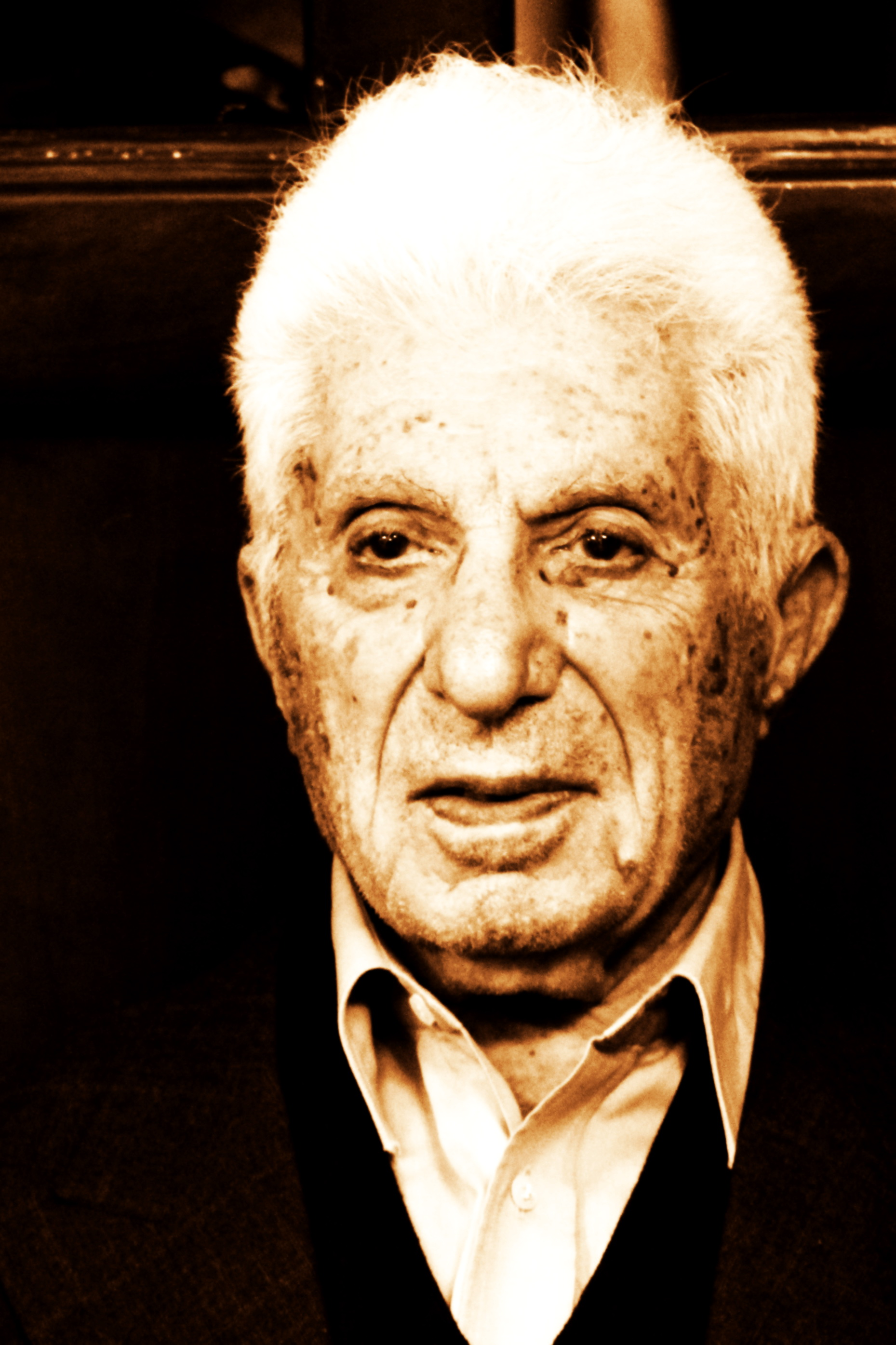
فضل‌الله رضا
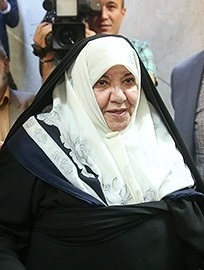
اعظم طالقانی

- ۲ آبان - ولی صمد، «پدر زبان تاجیکی» و دریافت جایزه کتاب سال ایران در سال ۲۰۰۵ (زاده ۱۳۱۴)
- ۳ آبان - حمیدرضا خصوصی ثانی، نمایندهٔ دورهٔ نهم مجلس شورای اسلامی از حوزهٔ انتخابیهٔ صومعه سرا (زاده ۱۳۳۹)
- ۴ آبان - سید جعفر مرتضی عاملی، عالم دینی، متخصص تاریخ اسلام و تشیع، سیره‌نگار شیعی و از عالمان حوزه علمیه قم و لبنان (زاده ۱۳۲۳)
- ۵ آبان - ابوبکر البغدادی، رهبر و خلیفهٔ گروه تروریستی داعش (زاده ۱۹۷۱)
- ۷ آبان - مهدخت مخبر، شاعر و ترانه‌سرای (زاده ۱۳۲۲)[۲۰]
- ۸ آبان - اعظم طالقانی، فعالان ملی - مذهبی ایران و نماینده دوره اول مجلس شورای اسلامی و دبیرکل جامعه زنان انقلاب اسلامی و فرزند سید محمود طالقانی (زاده ۱۳۲۲)
- ۸ آبان - مظاهر مصفا، استاد دانشگاه، شاعر و مصحح معاصر ایران (زاده ۱۳۱۱)
- ۹ آبان - ابراهیم‌آبادی، بازیگر سینما، تئاتر و تلویزیون (زاده ۱۳۱۳)
- ۱۰ آبان - رافی خاچاطوریان، بازیگر و مجری ایرانی ارمنی‌تبار (زاده ۱۳۲۷)
- ۱۴ آبان - بیژن علی‌محمدی، دوبلور (زاده ۱۳۴۰)
- ۱۷ آبان - مجید اوجی، نویسنده و تهیه‌کننده سینما و تلویزیون ایرانی (زاده ۱۳۴۰)
- ۲۳ آبان - رضا عبدی، بازیگر سینما، رادیو و تئاتر (زاده ۱۳۱۰)
- ۲۵ آبان
  - آرشام ابراهیمی، از کشته‌شدگان اعتراضات سراسری ۱۳۹۸ ایران (زاده ۱۳۷۷)
  - پویا بختیاری، از کشته‌شدگان اعتراضات سراسری ۱۳۹۸ ایران (زاده ۱۳۷۱)
  - فرزاد انصاری‌فر، از کشته‌شدگان اعتراضات ۱۳۹۸ ایران (زاده ۱۳۷۰)
  - علیرضا انجوی، از کشته‌شدگان اعتراضات سراسری ۱۳۹۸ ایران (زاده ۱۳۷۱)
  - نیکتا اسفندانی، از کشته‌شدگان اعتراضات سراسری ۱۳۹۸ ایران (زاده ۱۳۸۴)
  - محمد حشم‌دار، از کشته‌شدگان اعتراضات سراسری ۱۳۹۸ ایران (زاده ۱۳۶۵)
  - ابراهیم کتابدار، از کشته‌شدگان اعتراضات سراسری ۱۳۹۸ ایران (زاده ۱۳۶۸)
  - آزاده ضربی، از کشته‌شدگان اعتراضات سراسری ۱۳۹۸ ایران (زاده ۱۳۷۲)
  - مهدی نیکویی، از کشته‌شدگان اعتراضات سراسری ۱۳۹۸ ایران (زاده ۱۳۷۵)
  - امیررضا عبداللهی، از کشته‌شدگان اعتراضات سراسری ۱۳۹۸ ایران (زاده ۱۳۸۵)
- ۲۶ آبان
  -     - نوید بهبودی، از کشته‌شدگان اعتراضات سراسری ۱۳۹۸ ایران (زاده ۱۳۷۵)

  - ناصر رضایی، شاعر و از کشته‌شدگان اعتراضات سراسری ۱۳۹۸ ایران (زاده ۱۳۶۲)
  - برهان منصورنیا، از کشته‌شدگان اعتراضات سراسری ۱۳۹۸ ایران (زاده ۱۳۷۰)
  - فرهاد مجدم، از کشته‌شدگان اعتراضات سراسری ۱۳۹۸ ایران (زاده ۱۳۶۱)
  - وحید دامور، از کشته‌شدگان اعتراضات سراسری ۱۳۹۸ ایران (زاده ۱۳۶۸)
  - فرشاد حاجی‌پور میلاسی، از کشته‌شدگان اعتراضات سراسری ۱۳۹۸ ایران (زاده ۱۳۶۸)
  - محمدجواد عابدی، از کشته‌شدگان اعتراضات سراسری ۱۳۹۸ ایران (زاده ۱۳۸۲)
  - پوریا ناصری‌خواه، از کشته‌شدگان اعتراضات سراسری ۱۳۹۸ ایران (زاده ۱۳۷۵)
  - کمال فرجی، از کشته‌شدگان اعتراضات سراسری ۱۳۹۸ ایران (زاده ۱۳۵۷)
  - رضا معظمی گودرزی، از کشته‌شدگان اعتراضات سراسری ۱۳۹۸ ایران (زاده ۱۳۷۸)
- ۲۸ آبان
  - منوچهر یکتایی، نقاش و شاعر ایرانی (زاده ۱۳۰۱)
  - فضل‌الله رضا، استاد دانشگاه، مهندس برق، رئیس دانشگاه تهران (زاده ۱۲۹۳)
  - امیرحسین کبیری، از کشته‌شدگان اعتراضات سراسری ۱۳۹۸ ایران (زاده ۱۳۶۵)
- ۳۰ آبان - میثم احمدی، از کشته‌شدگان اعتراضات سراسری ۱۳۹۸ ایران (زاده ۱۳۷۱)

### آذر

تورج شعبان‌خانی
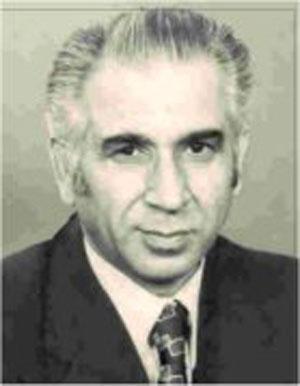
علی باستانی

- ۱ آذر - فرشاد سنجری، رهبر ارکستر ایرانی (زاده ۱۳۲۵)
- ۳ آذر -
  - سید ابوالفضل میرمحمدی، نماینده مردم تهران در مجلس خبرگان رهبری (زاده ۱۳۰۲)
  - صدیقه فریدون، خواهر کوچکتر حسن روحانی رئیس‌جمهور ایران
- ۱۲ آذر - نصرت‌الله کریمی، بازیگر، کارگردان و مجسمه‌ساز ایرانی (زاده ۱۳۰۳)
- ۱۷ آذر - سید قاسم موسوی قهار، مداح (زاده ۱۳۲۷)
- ۱۸ آذر - تورج شعبان‌خانی، آهنگساز، تنظیم کننده و خواننده موسیقی پاپ ایرانی (زاده ۱۳۲۹)
- ۲۲ آذر - علی باستانی، روزنامه‌نگار ایرانی (زاده ۱۳۰۳)
- ۲۴ آذر - ارشاد رحمانیان، از کشته‌شدگان اعتراضات سراسری ۱۳۹۸ ایران {کشف جسد در تاریخ ۲۴ آذر} (زاده ۱۳۷۴)
- ۲۹ آذر - احد گودرزیانی، نویسنده، پژوهشگر و روزنامه‌نگار ایرانی (زاده ۱۳۴۸)

### دی

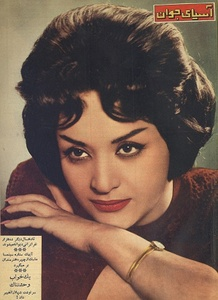
شهلا ریاحی
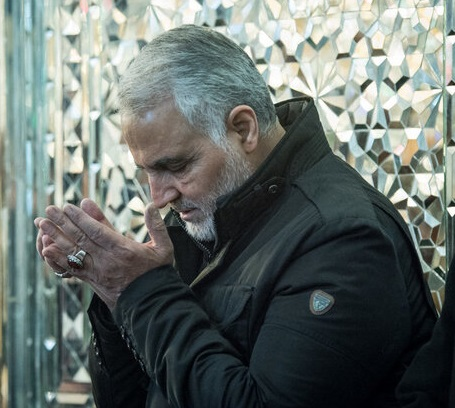
قاسم سلیمانی
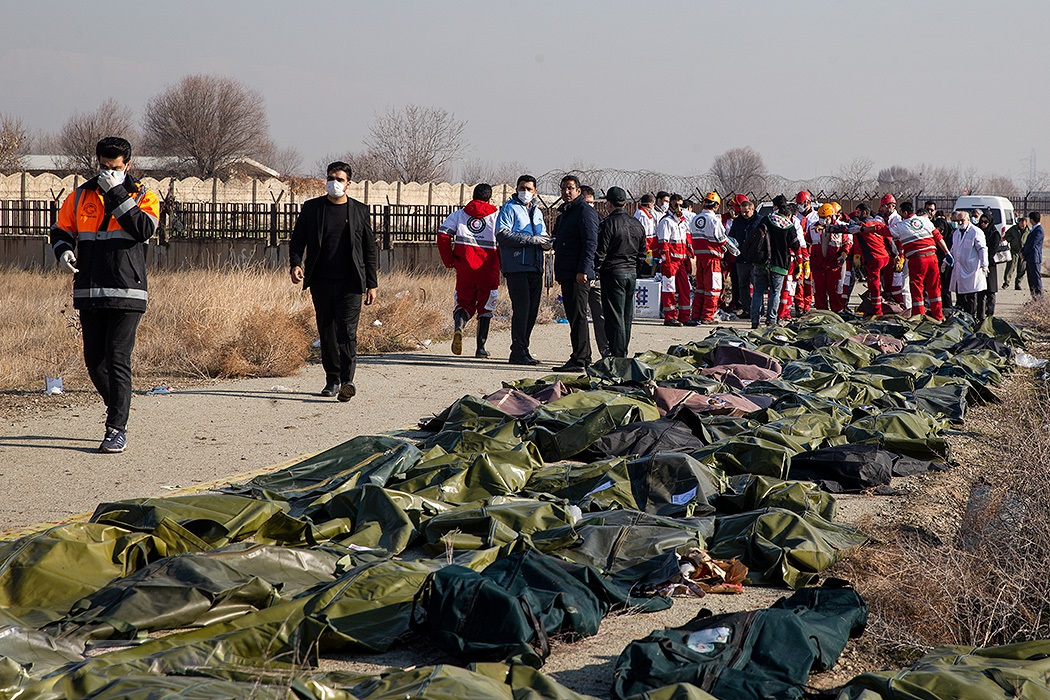
سرنشینان هواپیمای اوکراینی

- ۳ دی - نورعلی تابنده، قطب سلسله نعمت‌اللهی سلطانعلیشاهی گنابادی، رهبر دراویش گنابادی (زاده ۱۳۰۶)
- ۱۰ دی - فرود گرگین‌پور، موسیقی‌دان و نوازندهٔ کمانچه و ویلن (زاده ۱۳۲۴)
- ۱۰ دی - شهلا ریاحی، بازیگر و اولین کارگردان زن ایرانی (زاده ۱۳۰۵)
- ۱۱ دی - اسعد شیخ‌الاسلامی، نویسنده و محقق کُرد، صاحب کرسی و مؤسس رشته فقه شافعی در دانشگاه تهران (زاده ۱۳۱۱)
- ۱۳ دی
  - قاسم سلیمانی، فرمانده نیروی قدس سپاه پاسداران (زاده ۱۳۳۵)
  - ابومهدی المهندس، رئیس و فرمانده میدانی شبه‌نظامیان حشد الشعبی (زاده ۱۹۵۴)
- ۱۵ دی - محمدنعیم امینی فرد، نمایندهٔ دورهٔ دهم مجلس شورای اسلامی از حوزه انتخابیه ایرانشهر و سرباز (زاده ۱۳۴۵)
- ۱۸ دی
  - ۱۷۶ تن از سرنشینان پرواز شماره ۷۵۲ هواپیمایی بین‌المللی اوکراین از جمله ۱۴۰ مسافر ایرانی این پرواز در حمله سامانه پدافندی سپاه پاسداران در شهریار
  - نادر باقری، بازیکن سابق پرسپولیس و پاس (زاده ۱۳۴۷)
- ۱۹ دی - سید هاشم رسولی محلاتی، روحانی (زاده ۱۳۰۸)
- ۲۱ دی
  - محمدقاسم اخویان، هنرمند هنرهای تجسمی (زاده ۱۳۰۵)
  - نوری کسرایی، بازیگر ایرانی (زاده ۱۳۳۰)
- ۲۴ دی - احسان اشراقی، تاریخ‌پژوه، استاد دانشگاه تهران (زادهٔ ۱۳۰۷)

### بهمن

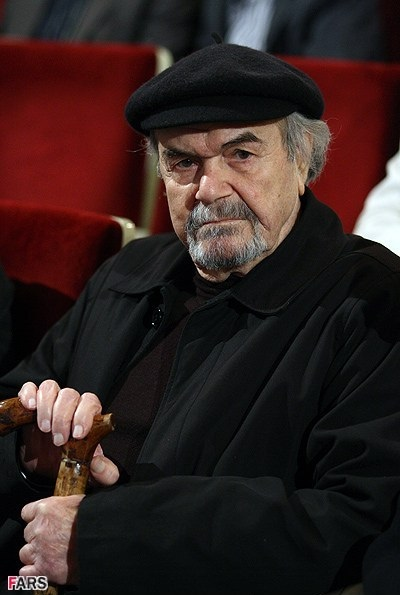
ولی‌الله شیراندامی

- ۸ بهمن - حسین اصلانی، آهنگساز (زاده ۱۳۱۵)
- ۸ بهمن - علی‌اصغر طبسی، بازیگر سینما و تلویزیون (زاده ۱۳۳۳)
- ۱۰ بهمن - علی‌اصغر بیانی، آهنگساز و نوازنده (زاده ۱۳۳۰)
- ۱۱ بهمن - ولی‌الله شیراندامی، بازیگر (زاده ۱۳۱۰)
- ۱۹ بهمن - نورالله طبرسی، نماینده ولی فقیه در استان مازندران و امام جمعه سابق شهرستان ساری و همچنین نماینده مردم مازندران در مجلس خبرگان رهبری (زاده ۱۳۱۹)
- ۲۵ بهمن - ذبیح‌الله صفائی، نمایندهٔ حوزهٔ انتخابیهٔ اسدآباد در دورهٔ ششم مجلس شورای اسلامی (زاده ۱۳۳۴)

### اسفند

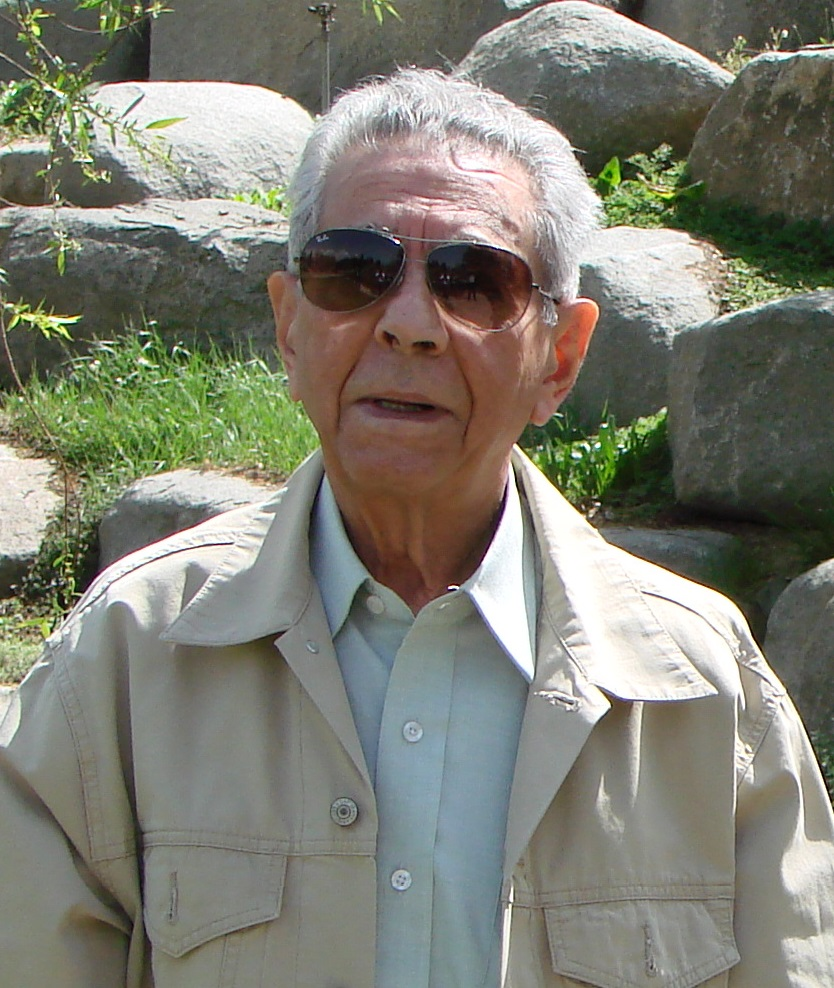
اسکندر فیروز
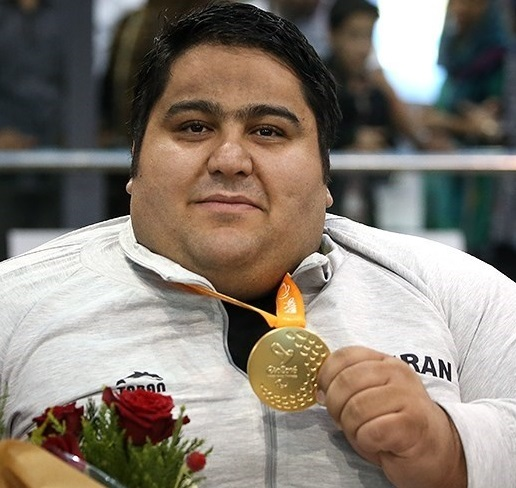
سیامند رحمان
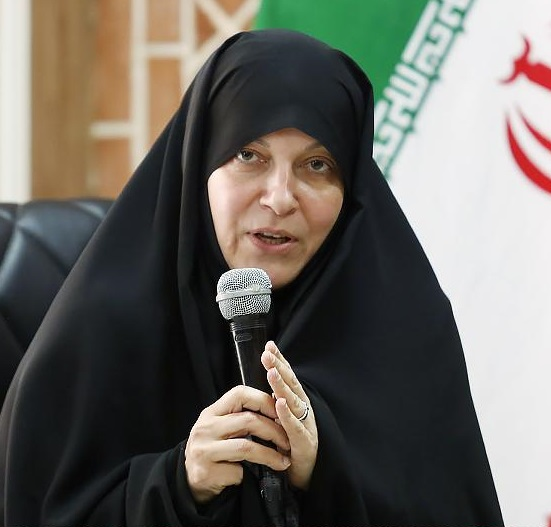
فاطمه رهبر
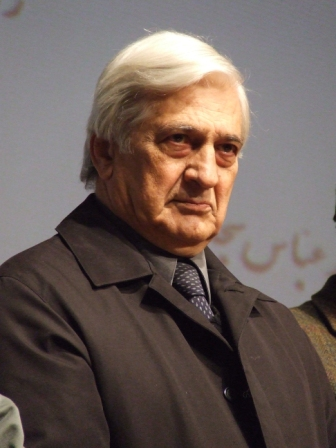
هوشنگ ظریف

- ۶ اسفند
  - نرجس خانعلی‌زاده، پرستار اهل لاهیجان و نخستین قربانی کادر پزشکی ثبت شده بر اثر شیوع کروناویروس در ایران (زاده ۱۳۷۴)
  - حسنی مبارک، نظامی، سیاستمدار و رئیس‌جمهور پیشین مصر (زاده ۱۹۲۸)
- ۷ اسفند - الهام شیخی، بازیکن سابق تیم ملی فوتسال زنان ایران (زاده ۱۳۷۵)
- ۸ اسفند
  - ملکه رنجبر، بازیگر سینما و تلویزیون (زاده ۱۳۱۵)
  - سید هادی خسروشاهی، سفیر سابق ایران در واتیکان و رئیس نمایندگی جمهوری اسلامی ایران در مصر، بر اثر ابتلا به کوئید ۱۹ (زاده ۱۳۱۷)
- ۹ اسفند - محمود خیامی، پدر صنعت اتومبیل ایران (زاده ۱۳۰۸)
- ۱۰ اسفند
  - مرتضی دلشب، موسیقی‌دان و مُدرس موسیقی (زاده ۱۳۲۵)
  - محمدعلی رمضانی، نماینده منتخب حوزه آستانه اشرفیه در مجلس یازدهم، سیاستمدار اصول‌گرای ایرانی (زاده ۱۳۴۲)
  - ابوالحسن خوشرو، موسیقی‌دان (زاده ۱۳۲۵)
  - علی ابوالحسنی بازیگر تئاتر و تلویزیون و مجری (زادهٔ ۱۳۵۱)
- ۱۱ اسفند - سیامند رحمان، قهرمان پارالمپیک وزنه‌برداری (زاده ۱۳۶۷)
- ۱۲ اسفند
  - سید محمد میرمحمدی، عضو حقیقی مجمع تشخیص مصلحت نظام، بر اثر ابتلا به کوئید ۱۹ (زاده ۱۳۲۷)
- ۱۳ اسفند
  - یاور همدانی، شاعر (زاده ۱۳۱۳)
- ۱۴ اسفند
  - اسکندر فیروز، بنیان‌گذار و نخستین رئیس سازمان حفاظت محیط زیست ایران (زاده ۱۳۰۵)
  - رضا محمدی لنگرودی، امام جمعه پیشین {به‌طور موقت} لنگرود و املش و از شاگردان روح‌الله خمینی و محمد تقی بهجت، بر اثر ابتلا به کوئید ۱۹ (زاده ۱۳۰۷)
  - حسین غزالی، نویسنده، تهیه‌کننده و گویندهٔ پیشکسوت رادیو اصفهان[۲۱]
- ۱۵ اسفند
  - حسین شیخ‌الاسلام، سیاستمدار، بر اثر ابتلا به کوئید ۱۹ (زاده ۱۳۳۱)
- ۱۷ اسفند
  - فاطمه رهبر، نماینده منتخب تهران، ری، شمیرانات، اسلامشهر و پردیس در مجلس یازدهم، بر اثر ابتلا به کوئید ۱۹ (زاده ۱۳۴۳)
  - هوشنگ ظریف، نوازنده (زاده ۱۳۱۷)
  - علی‌اصغر سعیدی، مترجم (زاده ۱۳۱۲)
- ۱۹ اسفند
  - محمدرضا راه‌چمنی، پزشک و سیاستمدار، دبیرکل حزب وحدت و همکاری ملی و نمایندهٔ ادوار مجلس، بر اثر ابتلا به کوئید ۱۹ (زاده ۱۳۳۴)
  - حبیب‌الله پیروی، پزشک، استاد دانشگاه، رئیس اسبق دانشگاه علوم پزشکی شهید بهشتی
- ۲۰ اسفند
  - محمد کیاوش، سیاستمدار، بر اثر ابتلا به کوئید ۱۹ (زاده ۱۳۰۹)
- ۲۲ اسفند
  - موسی زرگر، سیاستمدار (زاده ۱۳۱۴)
  - اسماعیل یزدی، دندان‌پزشک، جراح فک و صورت و عضو پیوسته فرهنگستان علوم پزشکی ایران (زاده ۱۳۱۰)
- ۲۳ اسفند
  - ناصر شعبانی، از فرماندهان سپاه پاسداران انقلاب اسلامی، بر اثر ابتلا به کوئید ۱۹
  - منصور طاهری انارکی، استاد رشته مهندسی شیمی (زاده ۱۳۱۵)
- ۲۴ اسفند - محمد عامی تهرانی، وزنه‌بردار (زاده ۱۳۱۴)
- ۲۵ اسفند - عباس تهرانی تاش، موسیقی‌دان و نوازنده ساز کلارینت (زاده ۱۳۰۷)
- ۲۶ اسفند
  - سید هاشم بطحایی گلپایگانی، روحانی، بر اثر ابتلا به کوئید ۱۹ (زاده ۱۳۲۰)
  - فریبرز رئیس‌دانا، اقتصاددان و فعال حقوق بشر، بر اثر ابتلا به کوئید ۱۹ (زاده ۱۳۲۳)
- ۲۹ اسفند
  - ایرج قلیچ‌خانی، سرمربی تیم ملی ایران
  - ابوالحسن نوری مهری، امام جمعه خرمشهر (زاده ۱۳۱۸)
  - حمید کهرام، دامپزشک و نماینده اهواز در مجلس شورای اسلامی، بر اثر ابتلا به کوئید ۱۹ (زاده ۱۳۳۷)